# Вория-Керкира
Во́рия-Ке́ркира (греч. Δήμος Βόρειας Κέρκυρας — «Северная Керкира») — община (дим) в Греции на севере острова Керкира в Ионическом море, созданная в 2019 году. Входит в периферийную единицу Керкира в периферии Ионические острова. Население 17 832 человек по переписи 2011 года. Площадь 205,555 квадратного километра. Плотность 86,75 человека на квадратный километр. Административный центр — Ахарави. Димархом на местных выборах 2019 года избран Йоргос Махимарис (Γιώργος Μαχειμάρης).
Община Ке́ркира (Δήμος Κέρκυρας) создана в 1866 году (ΦΕΚ 9Α). В 2010 году (ΦΕΚ 87Α) по программе «Калликратис» к общине Керкира присоединены упразднённые общины Айос-Еорьос, Ахилион, Касопея, Корисия, Лефкими, Мелитьис, Палеокастрица, Парелии, Тинали, Феакес, Эспериес (Западная), а также сообщества Матракион, Отони и Эрикуса. В 2019 году (ΦΕΚ 43Α) община Керкира упразднена и созданы три общины: Вория-Керкира, Нотия-Керкира (Южная) и Центральная Керкира и Диапонтии-Ниси. В общину Вория-Керкира вошли населённые пункты упразднённых общин Айос-Еорьос, Касопея, Тинали и Эспериес.
Община (дим) Вория-Керкира делится на 4 общинные единицы.